# 康斯坦丁·法勒伯格
康斯坦丁·法勒伯格（德語：Constantin Fahlberg，1850年12月22日—1910年8月15日）是一位出生于俄国的德美双国籍化学家，与伊拉·雷姆森共同发现了重要的糖替代品——糖精。
法勒伯格在发明糖精前，已经从事糖化学研究五年之久。1874年他即来到纽约，此后在美洲大陆开展蔗糖的研究。1879年，他意外发现了糖精，此后声名大噪。
法勒伯格是一位多语者；可以推定他至少会说俄语、德语和英语。

## 糖精事业
根据发现者法勒伯格在1886年7月17日《科学美国人》杂志专访里的描述，发现糖精后，他的境况是这样的：
……我在德国开了一间糖精工厂，投资了两百万马克。它已经投产，正在生产这种新的甜味剂。成本，不，是我们的售价，大约是10到12美元一磅；但是一年后就会便宜很多。我虽然也想在美国开工厂，因为这里是我家；但是我和我的朋友没法这么做，因为这里的熟练技工太贵，用来制备糖精的化工原料关税又太高。不过我敢说，若是应用化学的发展速度如过去十年那么快，接下来五年我们就能在这里开分厂了。
法勒伯格的工厂选在马格德堡附近，这是德国传统的甜菜产区，引起了当地甜菜利益集团的警惕。1898年德国就通过法律，禁止在食物中添加糖精；1902年又扩大到除了药品以外的所有商品。于是法勒伯格的工厂谋求多元化发展，开始生产其他化学品。

## 晚年
1902年，法勒伯格移居拿骚。1906年，法勒伯格因病退休，将工厂转手他人。1910年8月15日，法勒伯格在拿骚去世，安葬在马格德堡城南的墓地。